# بوب ماكي
بوب ماكي (بالإنجليزية: Bob Mackie)‏ هو مصمم أزياء أمريكي، ولد في 24 مارس 1940 في مونتيري بارك في الولايات المتحدة.

## وصلات خارجية
- الموقع الرسمي
- بوب ماكي على موقع IMDb (الإنجليزية)
- بوب ماكي على موقع قاعدة بيانات برودواي على الإنترنت (الإنجليزية)
- بوب ماكي على موقع إن إن دي بي (الإنجليزية)
- بوب ماكي على موقع ديسكوغز (الإنجليزية)
- بوب ماكي على موقع قاعدة بيانات الفيلم (الإنجليزية)